# 貴家堂子
貴家 堂子（さすが たかこ、1936年〈昭和11年〉2月4日 - 2023年〈令和5年〉2月5日）は、日本の女性声優。東京俳優生活協同組合に所属していた。
『サザエさん』のフグ田タラオ、『ハクション大魔王』のアクビ、『天才バカボン』のハジメなど、幼児役・少女役が代表作。

## 来歴
東京府（現・東京都北区）出身。実家は病院を経営していた（貴家病院〈現：白報会王子病院〉）。
桜蔭高等学校卒業後、花嫁修業が嫌だった時期に友人の誘いでTBS放送劇団のオーディションを受けたところ合格し、第6期生として入団。最初は両親の反対を受けたり「結婚するまで」と考えたこともあったが、デビューからレギュラー出演作が一度も途絶えなかったことでそのまま声優の道を進んだといい、本人いわく「流れに乗っちゃった」とのこと。
同人舎プロダクション、ぱらーた企画やワンダフル・ライフ・プロジェクトに所属していた。
アニメ『サザエさん』では放送開始の1969年以来、フグ田タラオ役で出演した。この功績から、2011年の東京アニメアワードでは、功労賞を同じく放送開始からレギュラー出演していた当時の声優陣3人と共に受賞。2019年には「最も長くテレビアニメシリーズにおいて同じ役を演じ続ける声優」としてサザエ役の加藤みどりと共にギネス世界記録に認定された。
2023年2月5日午後、東京都内で死去。死因は非公表だが、特に療養などはしておらず元気な中での急逝だったという。87歳没。訃報は、同年2月10日に俳協、フジテレビより公表された。
遺作は、死去3日前の2月2日に収録し、2月26日に放送された『サザエさん ひな祭り1時間SP』となった。

## 人物・エピソード
- 好きな色は、ラッキーカラーでもあるピンク[10]。
- 幼少期に兄がシェパードを飼っていたことから犬好きであり、以前は大型犬やシェットランド・シープドッグを飼っていたという[10]。
- 普段演じている役は少し高めの地声であり、自身の声を「変な声」「聞くのが苦手」と語ったこともある。ただし、自身の出演作品は「責任がある」と必ずチェックしている[10]。また、声質から「大人の役ができない」と悩んだこともあったという[10]。
- 演技に関しては、デビュー後にレギュラー出演したラジオドラマ『ウッカリ夫人とチャッカリ夫人』や『わんぱくデニス』の吹き替えなどでディレクターや共演者に指導を受け、実戦経験を積む形で学んだ部分が大きかったといい、それも苦労はあまり感じず面白かったという[11]。
- 仕事の姿勢に関して、多くの声優が台本で自分のセリフに印をつけたりする中、貴家は「印を入れると、自分のセリフしか見えなくなる。全体を見るために全員の台本を読む」と、台本に印など書き込みをすることが無かったという[19]。
- バラエティー番組に何度か顔出し出演したが、「タラちゃんの声をやってほしい」と言われた際には「人前では上手くできない」「『やって』とか言われてできるものではない」という対応で一貫して断っている。
- 近年の若手声優に対しては「今はこういう仕事をしたいという人が多いし大変だと思う」と述べているほか、自身の「ポワンとしていても皆がたたいてくれた」経験から「人にたたかれることも大切と思う」という趣旨の発言をしていた。また、子供を演じる際に声を変えようと努力する人が多いことに関しては「普通の声で子供になれ、と駄目だしする方もいらっしゃる。これはその通りと思います」と発言していた[11]。

### サザエさん
- 長年の放送から2023年時点で大多数のキャラクターが後任などで検討されてきたが、貴家は初期メンバーの一人でもあった[20]。
- 原作については、小学生の頃に床屋に置いてあったものを読んでいたといい、それを楽しみにしていた時期があった。ただしその頃はタラちゃんは未登場だったという[11]。
- 役はオーディションで選ばれた。当初はワカメ役だと思ったが「もう一人下にいる」とディレクターに言われ[11]、当初は「タラちゃんって喋るの？」という感じだったという[21]。
- タラちゃんを演じることになった際、ディレクターから「これは漫画じゃない。ラジオのホームドラマ（と同じ）です」と指導があったという。放送初期は電車に乗り子供の様子や会話を観察して役に活かしたといい、役作りで声自体はあまり意識せず「この場面でチビちゃんはどういう気持ちになるか」など「自分がいかに3歳児の気持ちになれるか」を大事にしていた[11]。
- タラちゃんについては「いい子で頑固。自分の考えを通すけど、間違ったら『ごめんなさい』ってちゃんと言える子」「ドラマの中で周りの家族がタラちゃんを立ててくれているし、素直でいい子に育つと思う」と述べている[11]。また、語尾に「〜です」をつけ「お利口さん」になったのは、貴家自身の特色や人物像が反映された結果だという[21]。
- 放送40年記念の際には、カメラの前でインタビューに答えた。そこでは「こんなに長くやるって思いませんでしたもん。1年って約束でしたよ、初め。チビちゃん（の声）をやるのは[21]。イクラちゃん（の声優・桂玲子）に『私だってやってるんだから（降板は）ダメよタラちゃん』っておだてられて、その気になって40年」と話した。
- 長期にわたり出演したため、代変わりなど多くの共演者との出会いや別れも経験している。これに関しては晩年に「人間だからしょうがない」と語り「代わった人は大変かもしれないけど、そこで自分のサザエさんなりマスオさんなり作っていく？―」とコメントしていた。また、自身も周囲と「いつまでもやれない」「いや、いつまでもやってよ！」とやり取りすることがあったという[11]。
- エンディングのクレジットでは、名前に関して周囲から「読みにくい」と言われたり問い合わせが常にあったことから、1990年頃より本人の希望で読みがなが唯一振られるようになった。
- 最晩年の2022年には、タラちゃんに「いい出会いだったかな―」「ここまできちゃったからね（笑）。やっていきます、出来るところまで――」とコメントしていた[11]。

## 後任
貴家の死後、持ち役を引き継いだ人物は以下の通り。
| 後任       | 役名         | 概要作品       | 後任の初担当作品   |
| ---------- | ------------ | -------------- | ------------------ |
| 愛河里花子 | フグ田タラオ | 『サザエさん』 | 2023年3月5日放送回 |

## 出演
※太字はメインキャラクター。

### テレビアニメ
1964年
- 鉄腕アトム (アニメ第1作)（ピピ、マグネットちゃん）

1967年
- 黄金バット（部落の少年）
- かみなり坊やピッカリ・ビー（カルダン）
- リボンの騎士（1967年 - 1968年、チンク）

1968年
- 巨人の星（1968年 - 1969年）
- 妖怪人間ベム（坊や）

1969年
- ウメ星デンカ（みよ子）
- サザエさん（1969年 - 2023年、フグ田タラオ〈初代〉）
- 忍風カムイ外伝（九官鳥）
- ハクション大魔王（1969年 - 1970年、アクビ、ネズミ、コンパニオン）
- ファイトだ!!ピュー太
- ムーミン（トフス）

1970年
- アタックNo.1
- ひみつのアッコちゃん（第1作）（童女）
- 幽霊城のドボチョン一家（ミミー）

1971年
- 昆虫物語 みなしごハッチ（雪虫、テン子）
- 新オバケのQ太郎
- 天才バカボン（1971年 - 1972年、ハジメ 他）

1972年
- 赤胴鈴之助
- ムーミン（トフス）
- ハゼドン（イッチン）

1973年
- ど根性ガエル（赤ちゃん 他）

1975年
- 元祖天才バカボン（1975年 - 1977年、ハジメ 他）
- みつばちマーヤの冒険（オトシブミの子）
- 勇者ライディーン（1975年 - 1976年、こっぺ）

1976年
- 一休さん（おたえ）

1977年
- あらいぐまラスカル（マーサ・コンウェイ）

1979年
- 赤毛のアン（リリー・ジョーンズ）

1980年
- 鉄腕アトム (アニメ第2作)（ゲン）

1981年
- ニルスのふしぎな旅（ヘンリー）

1983年
- 吾輩は犬である ドン松五郎の生活（長太郎）
- 野生のさけび

2008年
- かんなぎ（上森シゲ）

2013年
- ダンガンロンパ 希望の学園と絶望の高校生 The Animation（モノミ）

2016年
- ダンガンロンパ3 -The End of 希望ヶ峰学園- 未来編（月光ヶ原美彩 〈モノミ〉）

### 劇場アニメ
- セロ弾きのゴーシュ（1963年）
- 風の谷のナウシカ（1984年、少女B[8]）
- 扉を開けて（1986年、ミセ[8]）

### ゲーム
- スーパーダンガンロンパ2 さよなら絶望学園（2012年、モノミ / ウサミ[30]）
- ダンガンロンパ1・2 Reload（2013年、モノミ / ウサミ）
- ハッピーダンガンロンパS 超高校級の南国サイコロ合宿（2021年、モノミ / ウサミ）

### 吹き替え

#### 映画
- アラモ（リサ）※NETテレビ版
- 久遠の誓ひ（ペニー〈シャーリー・テンプル〉）
- ジャイアンツ ※NETテレビ版
- 続・激突!/カージャック（ラングストン〈ハリソン・ザナック〉）
- ハイウェイ（マーガレット〈キンバリー・ブロック〉）
- バニー・レークは行方不明（フェリシア・”バニー”・レイク〈スーキー・アップルビー〉）※NETテレビ版
- ライオン（〈パメラ・フランクリン〉）
- わんぱくデニス（デニス・ミッチェル〈メイソン・ギャンブル〉）

#### ドラマ
- 奥さまは魔女（エイミー #151）
- シェーン TVシリーズ　(ジョーイ・スターレット)
- 逃亡者 #33（フィル・ジェラード〈カート・ラッセル〉、#91 ロジャー〈ヴィンセント・アリアス〉、#120 ボビー・タフト〈ジョニー・ジェンセン〉）
- 0011ナポレオン・ソロ（女子高校生スージー #47、シルビア #51）
- ミステリーゾーン2 #11「弱き者の聖夜」（妖精）[31]),#22 「長距離電話」（ビリー・ベイルス〈ビル・マミー（英語版）〉[32]）
- バークにまかせろ
- わんぱくデニス（デニス・ミッチェル〈ジェイ・ノース〉）※第2・3期

#### アニメ
- ウッドペッカー（チリー・ウィリー）
- スヌーピーとチャーリー（サリー・ブラウン）

### テレビ番組
- 理科教室 小学校1年生（1963年 - 1968年、NHK教育）
- フルタチさん - ナレーター

### 人形劇
- プルルくん（キッキ）
- 川の子クークー（スイスイ）
- こどもにんぎょう劇場
  - 「パンをふんだむすめ」（小さな女の子）
  - 「ねずみのすもう」（やせ坊）

### CD
- 流星皇子TOMMY（まいど君[8]）
- ナムコット・ゲーム・ア・ラ・モード II（「アドバンテージ・ラブ」、『ファミリーテニス』アレンジ）

### CM
- ヤクルト本社・ミルミル
- 明治製菓（現明治）・チョコベビー
- 湖池屋・すっぱムーチョ
- 全国農業協同組合連合会・しんたまご
- ハウス食品（サザエさんシリーズ）
- 東芝・メロウ5（1993年、『サザエさん』アニメ タラちゃんの声）
- トヨタ自動車・キャミ（1999年、ナレーター）[33][34]
- 資生堂・スーパーハード
- 日産自動車・のってカンガルーキャンペーン
- 佐賀の米・麦・大豆マーケティング協議会・「さがびより」
- JAバンク（『サザエさん』アニメ タラちゃんの声）
- 日産自動車・日産・セレナ（2019年 - 、『サザエさん』アニメ タラちゃんの声）

### パチンコ・パチスロ
- CR天才バカボン2（ハジメ）

### 舞台
- 舞台『スーパーダンガンロンパ2 THE STAGE 〜さよなら絶望学園〜』（モノミの声）